# Artocarpus thailandicus
Artocarpus thailandicus är en mullbärsväxtart som beskrevs av C.C.Berg. Artocarpus thailandicus ingår i släktet Artocarpus och familjen mullbärsväxter. Inga underarter finns listade i Catalogue of Life.